# Transports en commun du Puy-en-Velay
Tudip est le réseau urbain de bus qui dessert Le Puy-en-Velay et son agglomération.

## Historique
Le réseau de bus urbains du Puy-en-Velay fut créé en 1981, et est un lointain successeur du tramway du Puy-en-Velay.
Le Tudip disposait de 6 lignes de bus à sa création, chaque ligne ayant une couleur spécifique :
- ligne 1 : Le Puy-en-Velay ↔ Brives-Charensac (Rouge) ;
- ligne 2 : Le Puy-en-Velay ↔ Brives-Charensac (Vert) ;
- ligne 3 : Chadrac ↔ Vals-près-le-Puy (Bleu) ;
- ligne 4 : Espaly-Saint-Marcel ↔ Saint-Flory (jaune) ;
- ligne 5 : Le Puy-en-Velay ↔ Taulhac (Mauve) ;
- ligne 6 : Mondon ↔ Mons (orange).

Les lignes 2 et 5 ont rapidement fusionné pour donner sous la couleur vert la ligne n°2 Taulhac ↔ Brives. La couleur jaune de la ligne 4 a été remplacée par la couleur mauve.
Avec l'apparition des premières girouettes électriques, les usagers ont de moins en moins assimilé les couleurs aux lignes. Ces dernières sont redevenues un véritable moyen de communication avec l'apparition des 1res girouettes couleurs sur les véhicules Man.

## Parc de véhicules

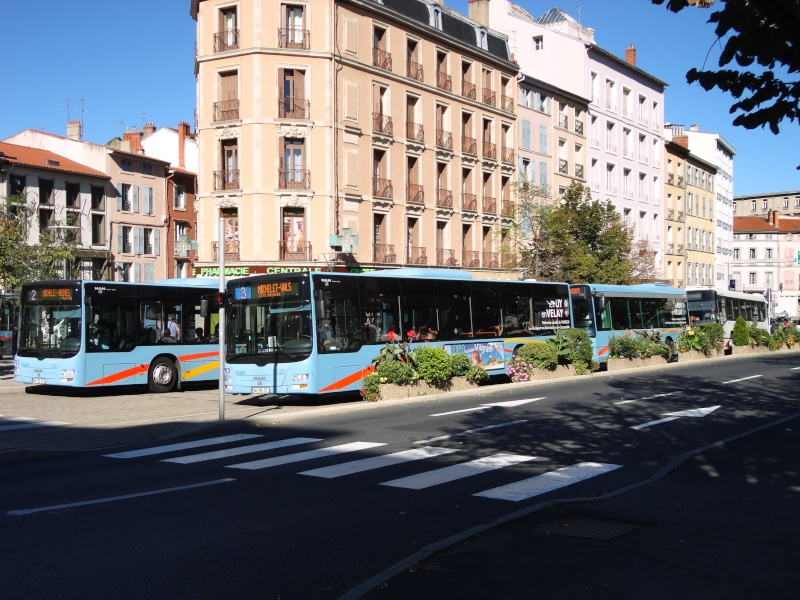
Bus TUDIP sur la Place Michelet.

Pendant près d'une vingtaine d'années, le réseau Tudip a été équipé de véhicules Renault et de véhicules Setra. Chaque Tudip est équipé d'un numéro individuel.
Les bus tournent d'une ligne à l'autre (tout en gardant le même numéro individuel). Certaines lignes utilisent souvent le même véhicule pour des raisons pratiques (plaques girouette) ou politique.
Dans les années 2000, les Setra S315NF ont fait leur apparition, supplanté actuellement par des véhicules Man Lion's City.
Listes des numéros de bus :
- n°1 : ;
- n°2 : ;

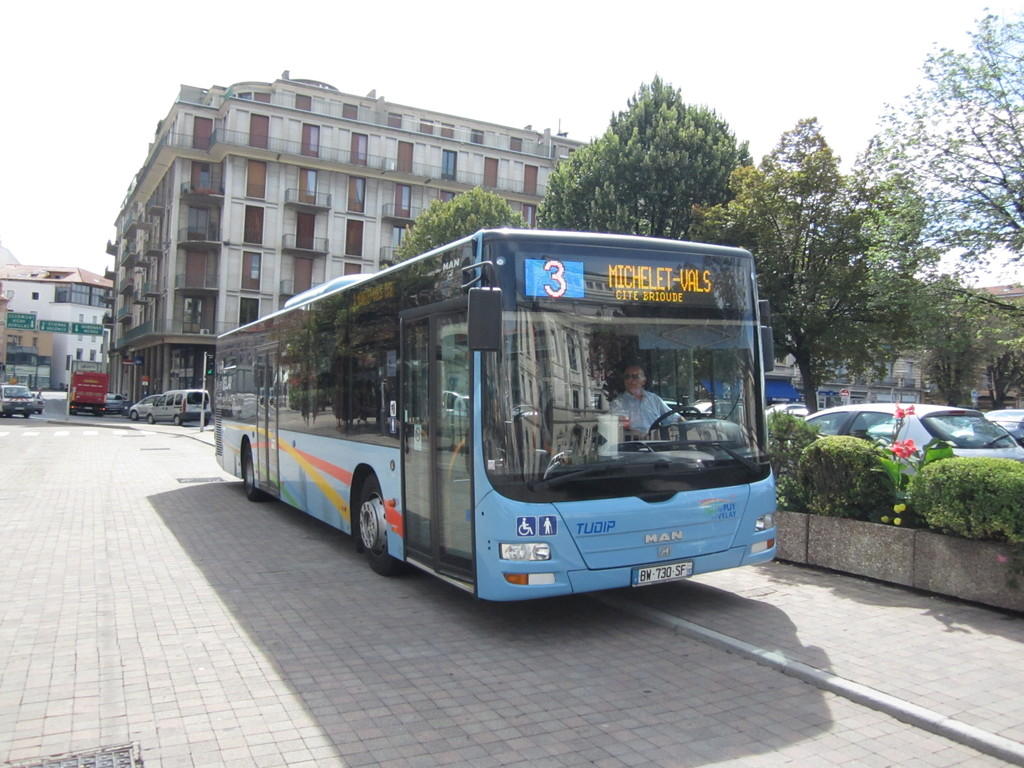
MAN Lion's City du réseau TUDIP.

- n°3 : Renault PR100 et Setra S300NC ;
- n°4 : Renault PR100.2 ;
- n°5 : Setra S300NC ;
- n°6 : Renault PR100 et Renault PR112 ;
- n°7 : Renault PR100.2 ;
- n°8 : Setra S300NC ;
- n°9 : ;
- n°10 : Renault PR100 ;
- n°11 : ;
- n°12 : Setra S300NC ;
- n°13 : Setra S300NC ;
- n°14 : Renault PR100.2 ;
- n°15 : Renault PR100.2 ;
- n°16 : Renault R312 ;
- n°17 : Renault R312.

Pour les transports particulier, Tudip disposait également un véhicule d'une vingtaine de place sur base d'Iveco Dailly acquis en 2000. Durant la fin de sa carrière le R312 n°16 s'est vu doté d'une girouette électrique.

### Dépôt
Le dépôt bus du réseau se trouve Route de Coubon à Brives-Charensac. Les véhicules sont entreposés sous un vaste hangar.

## Réseau

### Jusqu'en juillet 2016

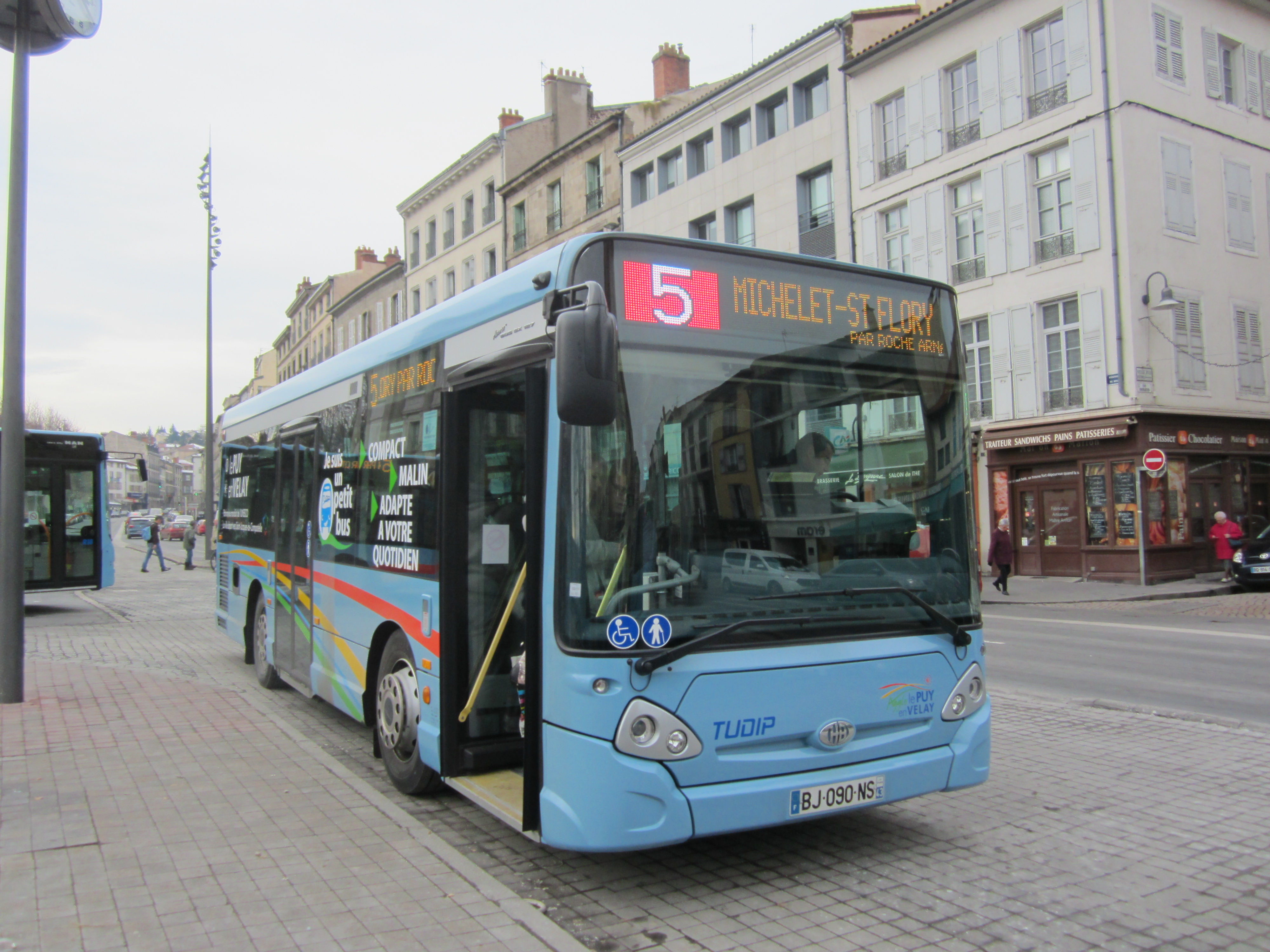
Heuliez GX 127 sur la ligne 5.

La liste des lignes au 1er janvier 2015 est présentée dans le tableau ci-après :

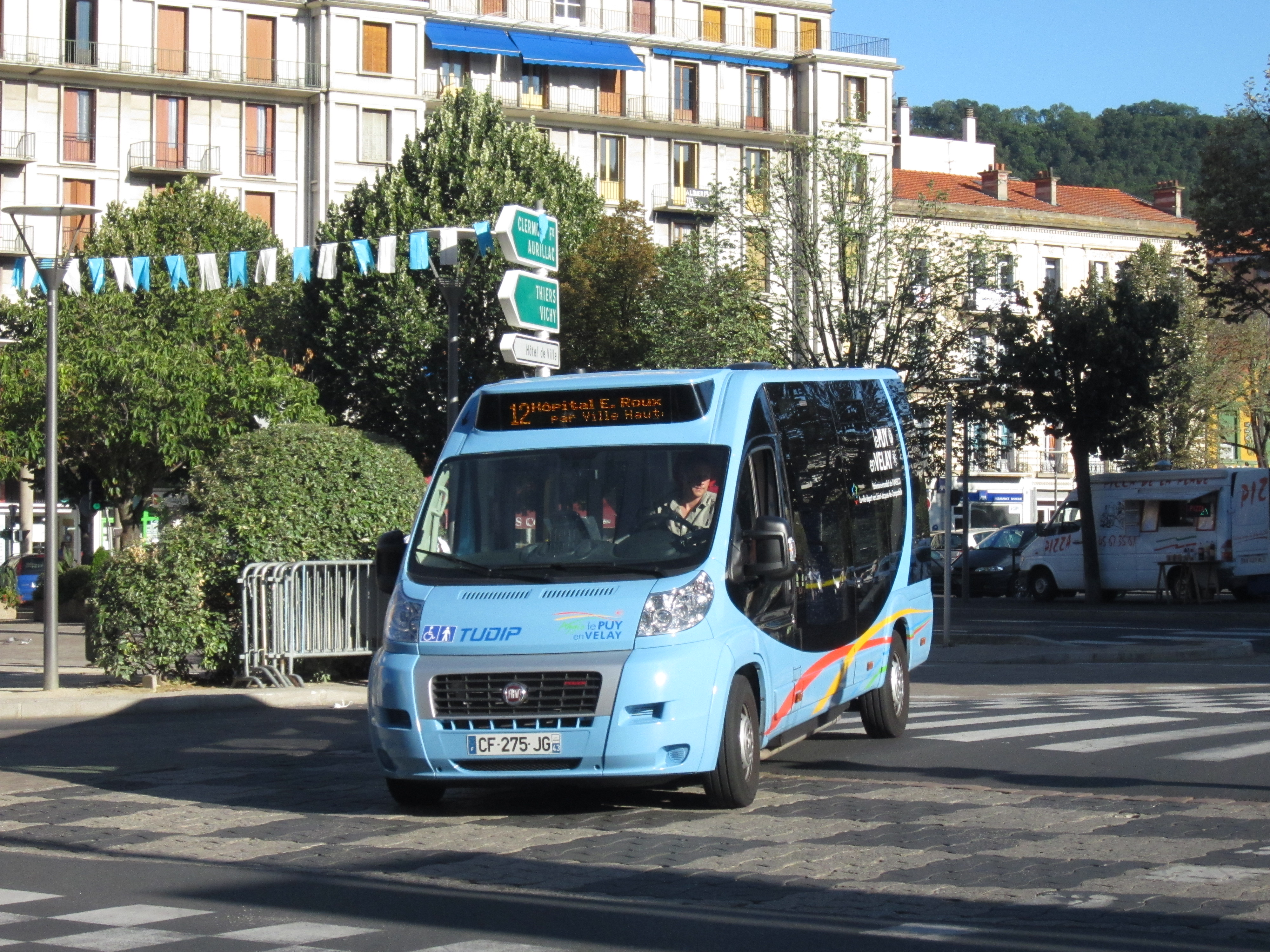
Fiat Ducato sur la ligne 12.

| N°    | Dessertes                                                       | Fréquence |
| ----- | --------------------------------------------------------------- | --------- |
| 1     | Brives 1 ↔ Michelet                                             | 1 h       |
| 1bis  | Malpas ↔ Chirel ↔ Michelet                                      | 1 h       |
| 1-10  | Fay la Triouleyre ↔ Saint-Germain-Laprade ↔ Brives 1 ↔ Michelet | 1 h       |
| 2     | Taulhac ↔ Michelet                                              | 30 min    |
| 2bis  | Orzilhac ↔ Brives 2 ↔ Michelet                                  | 30 min    |
| 3     | Chadrac ↔ Michelet                                              | 30 min    |
| 3bis  | Vals-près-le-Puy ↔ Michelet                                     | 30 min    |
| 4     | Espaly-Saint-Marcel ↔ Michelet                                  | 30 min    |
| 4bis  | Mons ↔ Michelet                                                 | 30 min    |
| 5     | Mondon ↔ Michelet                                               | 30 min    |
| 5bis  | Saint-Flory ↔ Michelet                                          | 30 min    |
| 6     | Blavozy ↔ Corsac ↔ Michelet                                     | 8 A/R     |
| 7     | Coubon ↔ Brives-Charensac ↔ Michelet                            | 8 A/R     |
| 8     | Le Monteil ↔ Corsac ↔ Michelet                                  | 8 A/R     |
| 9     | Polignac ↔ Michelet                                             | 8 A/R     |
| 11    | Brives-Charensac ↔ Saint-Flory ↔ Michelet                       | 30 min    |
| 11bis | Vals-près-le-Puy ↔ Chirel ↔ Michelet                            | 30 min    |
| 12    | Gare SNCF ↔ Michelet ↔ Ville Haute ↔ Hôpital ↔ Émile Roux       | 30 min    |

| N°  | Dessertes                                                |
| --- | -------------------------------------------------------- |
| S1  | Le Brignon ↔ Michelet                                    |
| S2  | Ceyssac-la-Roche ↔ Michelet                              |
| S3  | Malrevers ↔ Chaspinhac ↔ Michelet                        |
| S4  | Polignac ↔ Michelet                                      |
| S5  | Loudes ↔ Michelet                                        |
| S6  | Saint-Jean-de-Nay ↔ Chaspuzac ↔ Michelet                 |
| S7  | Saint-Vidal ↔ Michelet                                   |
| S8  | Saint-Martin-de-Frugères ↔ Solignac-sur-Loire ↔ Michelet |
| S9  | Vazeilles-Limandre ↔ Borne ↔ Michelet                    |
| S10 | Vergezac ↔ Sanssac-l'Église ↔ Michelet                   |

### à partir de juillet 2016
Le 4 juillet 2016, le réseau de bus est entièrement restructuré. La restructuration du réseau fait suite à la mise en place d'un pôle d'échanges multimodal à la gare du Puy-en-Velay qui devient le point central du réseau en lieu et place de la place Michelet. Ce lieu a pour but de faciliter les correspondances entre le réseau TUDIP, les cars départementaux et les TER Auvergne-Rhône-Alpes.
Deux parkings sont mis en place à proximité et, bien que payants, ils permettent un accès gratuit au réseau. L'agence commerciale est également déplacée sur ce nouveau pôle.

#### Lignes régulières
| Ligne | Caractéristiques | Caractéristiques                                                                                          | Caractéristiques                                                                                          | Caractéristiques                                                                                          | Caractéristiques                                                                                          | Caractéristiques                                                                                          | Caractéristiques                                                                                          | Caractéristiques                                                                                          | Caractéristiques                                                                                          |
| A     | Malpas - Salle Polyvalente ⥋ St Germain - Rond-Point du Plaid | Malpas - Salle Polyvalente ⥋ St Germain - Rond-Point du Plaid                                             | Malpas - Salle Polyvalente ⥋ St Germain - Rond-Point du Plaid                                             | Malpas - Salle Polyvalente ⥋ St Germain - Rond-Point du Plaid                                             | Malpas - Salle Polyvalente ⥋ St Germain - Rond-Point du Plaid                                             | Malpas - Salle Polyvalente ⥋ St Germain - Rond-Point du Plaid                                             | Malpas - Salle Polyvalente ⥋ St Germain - Rond-Point du Plaid                                             | Malpas - Salle Polyvalente ⥋ St Germain - Rond-Point du Plaid                                             | Malpas - Salle Polyvalente ⥋ St Germain - Rond-Point du Plaid                                             |
| ----- | --- | --- | --- | --- | --- | --- | --- | --- | --- |
| A     | Ouverture / Fermeture — / — | Longueur 27 km                                                                                            | Durée 56 min                                                                                              | Nb. d’arrêts 61                                                                                           | Matériel Standards                                                                                        | Jours de fonctionnement L, Ma, Me, J, V, S                                                                | Jour / Soir / Nuit / Fêtes O / N / N / N                                                                  | Voy. / an —                                                                                               | Dépôt —                                                                                                   |
| A     | Desserte : - Villes desservis : Cussac-sur-Loire, Le Puy-en-Velay, Brives-Charensac, Coubon et Saint-Germain-Laprade - Gares desservies : Gare du Puy-en-Velay | | | | | | | | |
| A     | Autre : - Particularités : La ligne dessert Choumadou à certains services. - Amplitudes horaires : La ligne fonctionne à l'année de 6 h 55 à 19 h 10 environ, du lundi au samedi. - Fréquence : Environ 60 minutes - Date de dernière mise à jour : 21 décembre 2021. | | | | | | | | |
| A     | Dernière actualisation : — | | | | | | | | |
| B     | Coubon - La Gare ⥋ Brives - Boudon Lashermes (ou (Circulaire) Coubon - La Gare) | Coubon - La Gare ⥋ Brives - Boudon Lashermes (ou (Circulaire) Coubon - La Gare)                           | Coubon - La Gare ⥋ Brives - Boudon Lashermes (ou (Circulaire) Coubon - La Gare)                           | Coubon - La Gare ⥋ Brives - Boudon Lashermes (ou (Circulaire) Coubon - La Gare)                           | Coubon - La Gare ⥋ Brives - Boudon Lashermes (ou (Circulaire) Coubon - La Gare)                           | Coubon - La Gare ⥋ Brives - Boudon Lashermes (ou (Circulaire) Coubon - La Gare)                           | Coubon - La Gare ⥋ Brives - Boudon Lashermes (ou (Circulaire) Coubon - La Gare)                           | Coubon - La Gare ⥋ Brives - Boudon Lashermes (ou (Circulaire) Coubon - La Gare)                           | Coubon - La Gare ⥋ Brives - Boudon Lashermes (ou (Circulaire) Coubon - La Gare)                           |
| B     | Ouverture / Fermeture — / — | Longueur 18 (ou 11) km                                                                                    | Durée 32 (ou 45) min                                                                                      | Nb. d’arrêts 54                                                                                           | Matériel Standards                                                                                        | Jours de fonctionnement L, Ma, Me, J, V, S                                                                | Jour / Soir / Nuit / Fêtes O / N / N / N                                                                  | Voy. / an —                                                                                               | Dépôt —                                                                                                   |
| B     | Desserte : - Villes desservis : Coubon, Le Puy-en-Velay et Brives-Charensac - Gares desservies : Gare du Puy-en-Velay | | | | | | | | |
| B     | Autre : - Particularités : N/A - Amplitudes horaires : La ligne fonctionne à l'année de 6 h 53 à 19 h 30 environ, du lundi au samedi. - Fréquence : Environ 60 minutes - Date de dernière mise à jour : 21 décembre 2021. | | | | | | | | |
| B     | Dernière actualisation : — | | | | | | | | |
| C     | Chadrac - La Bouteyre ⥋ Vals - Chemin d'Eycenac | Chadrac - La Bouteyre ⥋ Vals - Chemin d'Eycenac                                                           | Chadrac - La Bouteyre ⥋ Vals - Chemin d'Eycenac                                                           | Chadrac - La Bouteyre ⥋ Vals - Chemin d'Eycenac                                                           | Chadrac - La Bouteyre ⥋ Vals - Chemin d'Eycenac                                                           | Chadrac - La Bouteyre ⥋ Vals - Chemin d'Eycenac                                                           | Chadrac - La Bouteyre ⥋ Vals - Chemin d'Eycenac                                                           | Chadrac - La Bouteyre ⥋ Vals - Chemin d'Eycenac                                                           | Chadrac - La Bouteyre ⥋ Vals - Chemin d'Eycenac                                                           |
| C     | Ouverture / Fermeture — / — | Longueur 9 km                                                                                             | Durée 32 min                                                                                              | Nb. d’arrêts 36                                                                                           | Matériel Standards                                                                                        | Jours de fonctionnement L, Ma, Me, J, V, S                                                                | Jour / Soir / Nuit / Fêtes O / N / N / N                                                                  | Voy. / an —                                                                                               | Dépôt —                                                                                                   |
| C     | Desserte : - Villes desservis : Chadrac, Le Puy-en-Velay et Vals-près-le-Puy - Gares desservies : Gare du Puy-en-Velay | | | | | | | | |
| C     | Autre : - Particularités : La ligne dessert Montgiraud à certains services direction Chadrac. La ligne effectue un terminus à Cité Brioude à certains horaires. - Amplitudes horaires : La ligne fonctionne à l'année de 7 h 14 à 19 h 32 environ, du lundi au samedi. - Fréquence : Environ 30 minutes - Date de dernière mise à jour : 21 décembre 2021.                                                                                                  | | | | | | | | |
| C     | Dernière actualisation : — | | | | | | | | |
| D     | Espaly - Pont de La Bernarde (Espaly - Les Grabeyres) ⥋ Mons - Les Ronces | Espaly - Pont de La Bernarde (Espaly - Les Grabeyres) ⥋ Mons - Les Ronces                                 | Espaly - Pont de La Bernarde (Espaly - Les Grabeyres) ⥋ Mons - Les Ronces                                 | Espaly - Pont de La Bernarde (Espaly - Les Grabeyres) ⥋ Mons - Les Ronces                                 | Espaly - Pont de La Bernarde (Espaly - Les Grabeyres) ⥋ Mons - Les Ronces                                 | Espaly - Pont de La Bernarde (Espaly - Les Grabeyres) ⥋ Mons - Les Ronces                                 | Espaly - Pont de La Bernarde (Espaly - Les Grabeyres) ⥋ Mons - Les Ronces                                 | Espaly - Pont de La Bernarde (Espaly - Les Grabeyres) ⥋ Mons - Les Ronces                                 | Espaly - Pont de La Bernarde (Espaly - Les Grabeyres) ⥋ Mons - Les Ronces                                 |
| D     | Ouverture / Fermeture — / — | Longueur 12 km                                                                                            | Durée 28 min                                                                                              | Nb. d’arrêts 31                                                                                           | Matériel Standards                                                                                        | Jours de fonctionnement L, Ma, Me, J, V, S                                                                | Jour / Soir / Nuit / Fêtes O / N / N / N                                                                  | Voy. / an —                                                                                               | Dépôt —                                                                                                   |
| D     | Desserte : - Villes desservis : Espaly-Saint-Marcel et Le Puy-en-Velay - Gares desservies : Gare du Puy-en-Velay | | | | | | | | |
| D     | Autre : - Particularités : La ligne dessert le quartier d'Ours à certains services. Les terminus à Espaly sont variables, les bus terminent leurs services soit à L'Arbousset, soit aux Grabeyres, soit à la Halle Multi-activités, soit au Pont de La Bernarde. - Amplitudes horaires : La ligne fonctionne à l'année de 6 h 57 à 19 h 30 environ, du lundi au samedi. - Fréquence : Environ 30 minutes - Date de dernière mise à jour : 21 décembre 2021. | | | | | | | | |
| D     | Dernière actualisation : — | | | | | | | | |
| E     | Les Hauts de l'Ermitage ⥋ St Flory - Guitard Centre | Les Hauts de l'Ermitage ⥋ St Flory - Guitard Centre                                                       | Les Hauts de l'Ermitage ⥋ St Flory - Guitard Centre                                                       | Les Hauts de l'Ermitage ⥋ St Flory - Guitard Centre                                                       | Les Hauts de l'Ermitage ⥋ St Flory - Guitard Centre                                                       | Les Hauts de l'Ermitage ⥋ St Flory - Guitard Centre                                                       | Les Hauts de l'Ermitage ⥋ St Flory - Guitard Centre                                                       | Les Hauts de l'Ermitage ⥋ St Flory - Guitard Centre                                                       | Les Hauts de l'Ermitage ⥋ St Flory - Guitard Centre                                                       |
| E     | Ouverture / Fermeture — / — | Longueur 9 km                                                                                             | Durée 35 min                                                                                              | Nb. d’arrêts 33                                                                                           | Matériel Standards                                                                                        | Jours de fonctionnement L, Ma, Me, J, V, S                                                                | Jour / Soir / Nuit / Fêtes O / N / N / N                                                                  | Voy. / an —                                                                                               | Dépôt —                                                                                                   |
| E     | Desserte : - Villes desservis : Polignac, Espaly-Saint-Marcel, Le Puy-en-Velay et Aiguilhe - Gares desservies : Gare du Puy-en-Velay | | | | | | | | |
| E     | Autre : - Particularités : La ligne dessert Le Collet et Le Verger de Léa à certains services. Les arrêts Chantemesse et Saint-Laurent sont parfois desservis. - Amplitudes horaires : La ligne fonctionne à l'année de 7 h 13 à 19 h 32 environ, du lundi au samedi. - Fréquence : Environ 30 minutes - Date de dernière mise à jour : 21 décembre 2021.                                                                                                   | | | | | | | | |
| E     | Dernière actualisation : — | | | | | | | | |
| F     | Le Puy-en-Velay - Pôle Intermodal ⥋ Blavozy - Mairie | Le Puy-en-Velay - Pôle Intermodal ⥋ Blavozy - Mairie                                                      | Le Puy-en-Velay - Pôle Intermodal ⥋ Blavozy - Mairie                                                      | Le Puy-en-Velay - Pôle Intermodal ⥋ Blavozy - Mairie                                                      | Le Puy-en-Velay - Pôle Intermodal ⥋ Blavozy - Mairie                                                      | Le Puy-en-Velay - Pôle Intermodal ⥋ Blavozy - Mairie                                                      | Le Puy-en-Velay - Pôle Intermodal ⥋ Blavozy - Mairie                                                      | Le Puy-en-Velay - Pôle Intermodal ⥋ Blavozy - Mairie                                                      | Le Puy-en-Velay - Pôle Intermodal ⥋ Blavozy - Mairie                                                      |
| F     | Ouverture / Fermeture — / — | Longueur 11 km                                                                                            | Durée 25 min                                                                                              | Nb. d’arrêts 29                                                                                           | Matériel Standards                                                                                        | Jours de fonctionnement L, Ma, Me, J, V, S                                                                | Jour / Soir / Nuit / Fêtes O / N / N / N                                                                  | Voy. / an —                                                                                               | Dépôt —                                                                                                   |
| F     | Desserte : - Villes desservis : Le Puy-en-Velay, Brives-Charensac, Saint-Germain-Laprade et Blavozy - Gares desservies : Gare du Puy-en-Velay | | | | | | | | |
| F     | Autre : - Particularités : Les arrêts Place de Fay, FAREVA et Michelin AFPA ne sont pas desservis à tous les services. - Amplitudes horaires : La ligne fonctionne à l'année de 7 h 5 à 18 h 47 environ, du lundi au samedi. - Fréquence : Environ 60 minutes - Date de dernière mise à jour : 21 décembre 2021. | | | | | | | | |
| F     | Dernière actualisation : — | | | | | | | | |
| G     | Chirel - Bonassou ⥋ Corsac - Groupe Scolaire (ou Brives-Charensac - Boudon Lashermes à certains services) | Chirel - Bonassou ⥋ Corsac - Groupe Scolaire (ou Brives-Charensac - Boudon Lashermes à certains services) | Chirel - Bonassou ⥋ Corsac - Groupe Scolaire (ou Brives-Charensac - Boudon Lashermes à certains services) | Chirel - Bonassou ⥋ Corsac - Groupe Scolaire (ou Brives-Charensac - Boudon Lashermes à certains services) | Chirel - Bonassou ⥋ Corsac - Groupe Scolaire (ou Brives-Charensac - Boudon Lashermes à certains services) | Chirel - Bonassou ⥋ Corsac - Groupe Scolaire (ou Brives-Charensac - Boudon Lashermes à certains services) | Chirel - Bonassou ⥋ Corsac - Groupe Scolaire (ou Brives-Charensac - Boudon Lashermes à certains services) | Chirel - Bonassou ⥋ Corsac - Groupe Scolaire (ou Brives-Charensac - Boudon Lashermes à certains services) | Chirel - Bonassou ⥋ Corsac - Groupe Scolaire (ou Brives-Charensac - Boudon Lashermes à certains services) |
| G     | Ouverture / Fermeture — / — | Longueur 10 (ou 12) km                                                                                    | Durée 27 (ou 32) min                                                                                      | Nb. d’arrêts 34 (ou 41)                                                                                   | Matériel Standards                                                                                        | Jours de fonctionnement L, Ma, Me, J, V                                                                   | Jour / Soir / Nuit / Fêtes O / N / N / N                                                                  | Voy. / an —                                                                                               | Dépôt —                                                                                                   |
| G     | Desserte : - Villes desservis : Le Puy-en-Velay, Vals-près-le-Puy et Brives-Charensac - Gares desservies : Gare du Puy-en-Velay | | | | | | | | |
| G     | Autre : - Particularités : N/A - Amplitudes horaires : La ligne fonctionne à l'année de 7 h 30 à 18 h 39 environ, du lundi au vendredi en période scolaire uniquement. - Fréquence : Environ 30 à 60 minutes - Date de dernière mise à jour : 21 décembre 2021. | | | | | | | | |
| G     | Dernière actualisation : — | | | | | | | | |
| J     | Le Puy-en-Velay - Pôle Intermodal ⥋ Le Monteil - Les Pêchers | Le Puy-en-Velay - Pôle Intermodal ⥋ Le Monteil - Les Pêchers                                              | Le Puy-en-Velay - Pôle Intermodal ⥋ Le Monteil - Les Pêchers                                              | Le Puy-en-Velay - Pôle Intermodal ⥋ Le Monteil - Les Pêchers                                              | Le Puy-en-Velay - Pôle Intermodal ⥋ Le Monteil - Les Pêchers                                              | Le Puy-en-Velay - Pôle Intermodal ⥋ Le Monteil - Les Pêchers                                              | Le Puy-en-Velay - Pôle Intermodal ⥋ Le Monteil - Les Pêchers                                              | Le Puy-en-Velay - Pôle Intermodal ⥋ Le Monteil - Les Pêchers                                              | Le Puy-en-Velay - Pôle Intermodal ⥋ Le Monteil - Les Pêchers                                              |
| J     | Ouverture / Fermeture — / — | Longueur 10 km                                                                                            | Durée 21 min                                                                                              | Nb. d’arrêts 29                                                                                           | Matériel Standards                                                                                        | Jours de fonctionnement L, Ma, Me, J, V, S                                                                | Jour / Soir / Nuit / Fêtes O / N / N / N                                                                  | Voy. / an —                                                                                               | Dépôt —                                                                                                   |
| J     | Desserte : - Villes desservis : Le Puy-en-Velay, Brives-Charensac et Le Monteil - Gares desservies : Gare du Puy-en-Velay | | | | | | | | |
| J     | Autre : - Particularités : Itinéraire alterné entre Vieux Brives et Place du Martouret. - Amplitudes horaires : La ligne fonctionne à l'année de 6 h 45 à 19 h 42 environ, du lundi au samedi. - Fréquence : Environ 60 minutes - Date de dernière mise à jour : 21 décembre 2021. | | | | | | | | |
| J     | Dernière actualisation : — | | | | | | | | |
| P     | Le Puy-en-Velay - Pôle Intermodal ⥋ Polignac - Maison Communale | Le Puy-en-Velay - Pôle Intermodal ⥋ Polignac - Maison Communale                                           | Le Puy-en-Velay - Pôle Intermodal ⥋ Polignac - Maison Communale                                           | Le Puy-en-Velay - Pôle Intermodal ⥋ Polignac - Maison Communale                                           | Le Puy-en-Velay - Pôle Intermodal ⥋ Polignac - Maison Communale                                           | Le Puy-en-Velay - Pôle Intermodal ⥋ Polignac - Maison Communale                                           | Le Puy-en-Velay - Pôle Intermodal ⥋ Polignac - Maison Communale                                           | Le Puy-en-Velay - Pôle Intermodal ⥋ Polignac - Maison Communale                                           | Le Puy-en-Velay - Pôle Intermodal ⥋ Polignac - Maison Communale                                           |
| P     | Ouverture / Fermeture — / — | Longueur 8 km                                                                                             | Durée 19 min                                                                                              | Nb. d’arrêts 28                                                                                           | Matériel Standards                                                                                        | Jours de fonctionnement L, Ma, Me, J, V, S                                                                | Jour / Soir / Nuit / Fêtes O / N / N / N                                                                  | Voy. / an —                                                                                               | Dépôt —                                                                                                   |
| P     | Desserte : - Villes desservis : Le Puy-en-Velay, Aiguilhe, Espaly-Saint-Marcel et Polignac - Gares desservies : Gare du Puy-en-Velay | | | | | | | | |
| P     | Autre : - Particularités : Itinéraire alterné entre Route de Vassalh et Le Collet. Certains services en heures de pointe desservent Bilhac. - Amplitudes horaires : La ligne fonctionne à l'année de 7 h 5 à 19 h 14 environ, du lundi au samedi. - Fréquence : Environ 60 minutes - Date de dernière mise à jour : 21 décembre 2021. | | | | | | | | |
| P     | Dernière actualisation : — | | | | | | | | |
| S     | Le Puy-en-Velay - Pôle Intermodal ⥋ Sermone - Terminus | Le Puy-en-Velay - Pôle Intermodal ⥋ Sermone - Terminus                                                    | Le Puy-en-Velay - Pôle Intermodal ⥋ Sermone - Terminus                                                    | Le Puy-en-Velay - Pôle Intermodal ⥋ Sermone - Terminus                                                    | Le Puy-en-Velay - Pôle Intermodal ⥋ Sermone - Terminus                                                    | Le Puy-en-Velay - Pôle Intermodal ⥋ Sermone - Terminus                                                    | Le Puy-en-Velay - Pôle Intermodal ⥋ Sermone - Terminus                                                    | Le Puy-en-Velay - Pôle Intermodal ⥋ Sermone - Terminus                                                    | Le Puy-en-Velay - Pôle Intermodal ⥋ Sermone - Terminus                                                    |
| S     | Ouverture / Fermeture — / — | Longueur 5 km                                                                                             | Durée 10 à 13 min                                                                                         | Nb. d’arrêts 16                                                                                           | Matériel Standards                                                                                        | Jours de fonctionnement L, Ma, Me, J, V                                                                   | Jour / Soir / Nuit / Fêtes O / N / N / N                                                                  | Voy. / an —                                                                                               | Dépôt —                                                                                                   |
| S     | Desserte : - Villes desservis : Le Puy-en-Velay et Vals-près-le-Puy - Gares desservies : Gare du Puy-en-Velay | | | | | | | | |
| S     | Autre : - Particularités : N/A - Amplitudes horaires : Circule à raison d'1 aller-retour par jour du lundi au vendredi en période scolaire. - Date de dernière mise à jour : 21 décembre 2021. | | | | | | | | |
| S     | Dernière actualisation : — | | | | | | | | |

#### Navettes de centre-ville
Ces lignes seront assurées avec des minibus à propulsion électrique.
| Ligne | Caractéristiques | Caractéristiques                                                              | Caractéristiques                                                              | Caractéristiques                                                              | Caractéristiques                                                              | Caractéristiques                                                              | Caractéristiques                                                              | Caractéristiques                                                              | Caractéristiques                                                              |
| H     | (Circulaire) Pôle Intermodal ⥋ par Michelet, IUT, Compostelle et Ville Haute | (Circulaire) Pôle Intermodal ⥋ par Michelet, IUT, Compostelle et Ville Haute  | (Circulaire) Pôle Intermodal ⥋ par Michelet, IUT, Compostelle et Ville Haute  | (Circulaire) Pôle Intermodal ⥋ par Michelet, IUT, Compostelle et Ville Haute  | (Circulaire) Pôle Intermodal ⥋ par Michelet, IUT, Compostelle et Ville Haute  | (Circulaire) Pôle Intermodal ⥋ par Michelet, IUT, Compostelle et Ville Haute  | (Circulaire) Pôle Intermodal ⥋ par Michelet, IUT, Compostelle et Ville Haute  | (Circulaire) Pôle Intermodal ⥋ par Michelet, IUT, Compostelle et Ville Haute  | (Circulaire) Pôle Intermodal ⥋ par Michelet, IUT, Compostelle et Ville Haute  |
| ----- | --- | ----------------------------------------------------------------------------- | ----------------------------------------------------------------------------- | ----------------------------------------------------------------------------- | ----------------------------------------------------------------------------- | ----------------------------------------------------------------------------- | ----------------------------------------------------------------------------- | ----------------------------------------------------------------------------- | ----------------------------------------------------------------------------- |
| H     | Ouverture / Fermeture — / — | Longueur 8 km                                                                 | Durée 29 min                                                                  | Nb. d’arrêts 21                                                               | Matériel Minibus                                                              | Jours de fonctionnement L, Ma, Me, J, V, S                                    | Jour / Soir / Nuit / Fêtes O / N / N / N                                      | Voy. / an —                                                                   | Dépôt —                                                                       |
| H     | Desserte : - Villes desservis : Le Puy-en-Velay - Gares desservies : Gare du Puy-en-Velay |                                                                               |                                                                               |                                                                               |                                                                               |                                                                               |                                                                               |                                                                               |                                                                               |
| H     | Autre : - Particularités : Les 2 premiers services du matin en semaine et en période scolaire partent du quartier de Compostelle en allant vers le Pôle Intermodal par Lafayette. - Amplitudes horaires : La ligne fonctionne à l'année de 7 h 20 à 18 h 19 environ, du lundi au samedi. - Fréquence : Environ 60 minutes - Date de dernière mise à jour : 21 décembre 2021. |                                                                               |                                                                               |                                                                               |                                                                               |                                                                               |                                                                               |                                                                               |                                                                               |
| H     | Dernière actualisation : — |                                                                               |                                                                               |                                                                               |                                                                               |                                                                               |                                                                               |                                                                               |                                                                               |
| I     | (Circulaire) Pôle Intermodal ⥋ par Jalavoux, Emile Roux, Capucins et Michelet | (Circulaire) Pôle Intermodal ⥋ par Jalavoux, Emile Roux, Capucins et Michelet | (Circulaire) Pôle Intermodal ⥋ par Jalavoux, Emile Roux, Capucins et Michelet | (Circulaire) Pôle Intermodal ⥋ par Jalavoux, Emile Roux, Capucins et Michelet | (Circulaire) Pôle Intermodal ⥋ par Jalavoux, Emile Roux, Capucins et Michelet | (Circulaire) Pôle Intermodal ⥋ par Jalavoux, Emile Roux, Capucins et Michelet | (Circulaire) Pôle Intermodal ⥋ par Jalavoux, Emile Roux, Capucins et Michelet | (Circulaire) Pôle Intermodal ⥋ par Jalavoux, Emile Roux, Capucins et Michelet | (Circulaire) Pôle Intermodal ⥋ par Jalavoux, Emile Roux, Capucins et Michelet |
| I     | Ouverture / Fermeture — / — | Longueur 8 km                                                                 | Durée 23 min                                                                  | Nb. d’arrêts 22                                                               | Matériel Minibus                                                              | Jours de fonctionnement L, Ma, Me, J, V, S                                    | Jour / Soir / Nuit / Fêtes O / N / N / N                                      | Voy. / an —                                                                   | Dépôt —                                                                       |
| I     | Desserte : - Villes desservis : Le Puy-en-Velay - Gares desservies : Gare du Puy-en-Velay |                                                                               |                                                                               |                                                                               |                                                                               |                                                                               |                                                                               |                                                                               |                                                                               |
| I     | Autre : - Particularités : N/A - Amplitudes horaires : La ligne fonctionne à l'année de 8 h 45 à 18 h 8 environ, du lundi au samedi. - Fréquence : Environ 60 minutes - Date de dernière mise à jour : 21 décembre 2021. |                                                                               |                                                                               |                                                                               |                                                                               |                                                                               |                                                                               |                                                                               |                                                                               |
| I     | Dernière actualisation : — |                                                                               |                                                                               |                                                                               |                                                                               |                                                                               |                                                                               |                                                                               |                                                                               |
| L     | Pôle Intermodal ⥋ Les Patios du Velay | Pôle Intermodal ⥋ Les Patios du Velay                                         | Pôle Intermodal ⥋ Les Patios du Velay                                         | Pôle Intermodal ⥋ Les Patios du Velay                                         | Pôle Intermodal ⥋ Les Patios du Velay                                         | Pôle Intermodal ⥋ Les Patios du Velay                                         | Pôle Intermodal ⥋ Les Patios du Velay                                         | Pôle Intermodal ⥋ Les Patios du Velay                                         | Pôle Intermodal ⥋ Les Patios du Velay                                         |
| L     | Ouverture / Fermeture — / — | Longueur 4 km                                                                 | Durée 15 min                                                                  | Nb. d’arrêts 11                                                               | Matériel Minibus                                                              | Jours de fonctionnement L, Ma, Me, J, V, S                                    | Jour / Soir / Nuit / Fêtes O / N / N / N                                      | Voy. / an —                                                                   | Dépôt —                                                                       |
| L     | Desserte : - Villes desservis : Le Puy-en-Velay - Gares desservies : Gare du Puy-en-Velay |                                                                               |                                                                               |                                                                               |                                                                               |                                                                               |                                                                               |                                                                               |                                                                               |
| L     | Autre : - Particularités : Le samedi, la ligne fusionne avec la ligne M. - Amplitudes horaires : La ligne fonctionne à l'année de 7 h 5 à 19 h 33 environ, du lundi au samedi. - Fréquence : Environ 15 minutes - Date de dernière mise à jour : 21 décembre 2021. |                                                                               |                                                                               |                                                                               |                                                                               |                                                                               |                                                                               |                                                                               |                                                                               |
| L     | Dernière actualisation : — |                                                                               |                                                                               |                                                                               |                                                                               |                                                                               |                                                                               |                                                                               |                                                                               |
| M     | Pôle Intermodal ⥋ Montredon | Pôle Intermodal ⥋ Montredon                                                   | Pôle Intermodal ⥋ Montredon                                                   | Pôle Intermodal ⥋ Montredon                                                   | Pôle Intermodal ⥋ Montredon                                                   | Pôle Intermodal ⥋ Montredon                                                   | Pôle Intermodal ⥋ Montredon                                                   | Pôle Intermodal ⥋ Montredon                                                   | Pôle Intermodal ⥋ Montredon                                                   |
| M     | Ouverture / Fermeture — / — | Longueur 3 km                                                                 | Durée 7 min                                                                   | Nb. d’arrêts 4                                                                | Matériel Minibus                                                              | Jours de fonctionnement L, Ma, Me, J, V, S                                    | Jour / Soir / Nuit / Fêtes O / N / N / N                                      | Voy. / an —                                                                   | Dépôt —                                                                       |
| M     | Desserte : - Villes desservis : Le Puy-en-Velay - Gares desservies : Gare du Puy-en-Velay |                                                                               |                                                                               |                                                                               |                                                                               |                                                                               |                                                                               |                                                                               |                                                                               |
| M     | Autre : - Particularités : Le samedi, la ligne fusionne avec la ligne L. - Amplitudes horaires : La ligne fonctionne à l'année de 7 h 5 à 19 h 34 environ, du lundi au samedi. - Fréquence : Environ 20 minutes - Date de dernière mise à jour : 21 décembre 2021. |                                                                               |                                                                               |                                                                               |                                                                               |                                                                               |                                                                               |                                                                               |                                                                               |
| M     | Dernière actualisation : — |                                                                               |                                                                               |                                                                               |                                                                               |                                                                               |                                                                               |                                                                               |                                                                               |

#### Lignes scolaires
| Ligne   | Parcours                                                             | Transporteur    |
| ------- | -------------------------------------------------------------------- | --------------- |
| S1      | Le Brignon ↔ Solignac-sur-Loire ↔ Cussac-sur-Loire ↔ Le Puy-en-Velay | Leyre Marc      |
| S2      | Ceyssac-la-Roche ↔ Le Puy-en-Velay                                   |                 |
| S3      | Malrevers ↔ Chaspinhac ↔ Le Puy-en-Velay                             | Schmitt Voyages |
| S4      | Polignac ↔ Le Puy-en-Velay                                           | Migratour       |
| S5      | Loudes ↔ Le Puy-en-Velay                                             | Graille         |
| S6      | Saint-Jean-de-Nay ↔ Chaspuzac ↔ Le Puy-en-Velay                      | Hugon Tourisme  |
| S7      | Saint-Vidal ↔ Le Puy-en-Velay                                        | Migratour       |
| S8      | Saint-Martin-de-Frugères ↔ Solignac-sur-Loire ↔ Le Puy-en-Velay      | Taxi Graille    |
| S9      | Vazeilles-Limandre ↔ Borne ↔ Le Puy-en-Velay                         | Migratour       |
| S10     | Vergezac ↔ Sanssac-l'Église ↔ Le Puy-en-Velay                        | Hugon Tourisme  |
| S10 bis | Concouret ↔ Farreyrolles ↔ Le Puy-en-Velay                           | Hugon Tourisme  |